# Bommenahalli, Madhugiri
Bommenahalli là một làng thuộc tehsil Madhugiri, huyện Tumkur, bang Karnataka, Ấn Độ.